# Ford Spur
Der Ford Spur ist ein Felssporn in der antarktischen Ross Dependency. Er markiert das südwestlich Ende des Haynes Table sowie den Ort des Zusammenflusses von Keltie-Gletscher und Brandau-Gletscher im Königin-Maud-Gebirge. 
Teilnehmer einer von 1961 bis 1962 durchgeführten Kampagne im Rahmen der New Zealand Geological Survey Antarctic Expedition benannten ihn nach Charles Reginald Ford (1880–1972), einem Teilnehmer der Discovery-Expedition (1901–1904) unter der Leitung des britischen Polarforschers Robert Falcon Scott.